# Paolo Savoldelli
Paolo Savoldelli (* 7. Mai 1973 in Clusone) ist ein ehemaliger italienischer Radrennfahrer. Savoldelli begann 1995 seine Profikarriere beim Team Zalf-Euromobil-Fior. Im März 2009 erklärte er seinen Rücktritt.

## Karriere
Savoldelli gewann als Amateur unter anderem 1994 eine Etappe bei Wien–Rabenstein–Gresten–Wien. Er galt als Bergspezialist und als einer der besten Abfahrer der Welt. Deswegen lautet sein Spitzname Il falco – Der Falke. Seine größten Erfolge waren 1998 und 1999 der Sieg beim Giro del Trentino, 1999 der zweite Platz beim Giro d’Italia, 2000 der Sieg bei der Tour de Romandie sowie die Gesamtsiege beim Giro d’Italia 2002 und 2005. Anfang 2003 kollidierte er mit einem Motorrad und erlitt einen Kiefer- und Nasenbeinbruch und eine Absplitterung an einem Halswirbel. Verletzungsbedingt war für Savoldelli eine Teilnahme an der Tour de France in den Jahren 2003 und 2004 nicht möglich. Am 20. Juli 2005 gewann Savoldelli die 17. Etappe der Tour de France. 2006 wurde er Fünfter des Giro d’Italia mit fast 20 Minuten Rückstand.

## Erfolge
- 1995
  - Trofeo Alcide Degasperi

- 1997
  - eine Etappe Hofbräu Cup

- 1998
  - Giro del Trentino und eine Etappe

- 1999
  - Trofeo Laigueglia
  - Giro del Trentino und eine Etappe
  - 2. Gesamtwertung und eine Etappe Giro d’Italia

- 2000
  - Tour de Romandie und eine Etappe
  - eine Etappe Giro del Trentino

- 2001
  - Prolog und eine Etappe Tour de Romandie

- 2002
  - Giro d’Italia

- 2005
  - Giro d’Italia und eine Etappe
  - 17. Etappe Tour de France und Mannschaftszeitfahren

- 2006
  - Prolog Tour de Romandie
  - eine Etappe und Kombinationswertung Giro d’Italia

- 2007
  - Prolog Tour de Romandie
  - 2. Platz Tour de Romandie
  - eine Etappe Giro d’Italia

## Grand-Tour-Platzierungen
| Grand Tour            | 1995 | 1996 | 1997 | 1998 | 1999 | 2000 | 2001 | 2002 | 2003 | 2004 | 2005 | 2006 | 2007 | 2008 |
| --------------------- | ---- | ---- | ---- | ---- | ---- | ---- | ---- | ---- | ---- | ---- | ---- | ---- | ---- | ---- |
| Giro d’ItaliaGiro     | –    | –    | 13   | 9    | 2    | 24   | 14   | 1    | –    | –    | 1    | 5    | 12   | 15   |
| Tour de FranceTour    | –    | 33   | –    | –    | DNF  | 41   | –    | –    | –    | –    | 25   | DNF  | DNF  | –    |
| Vuelta a EspañaVuelta | –    | –    | –    | DNF  | –    | –    | DNF  | DNF  | –    | –    | –    | –    | –    | –    |